# 岡田山古墳群

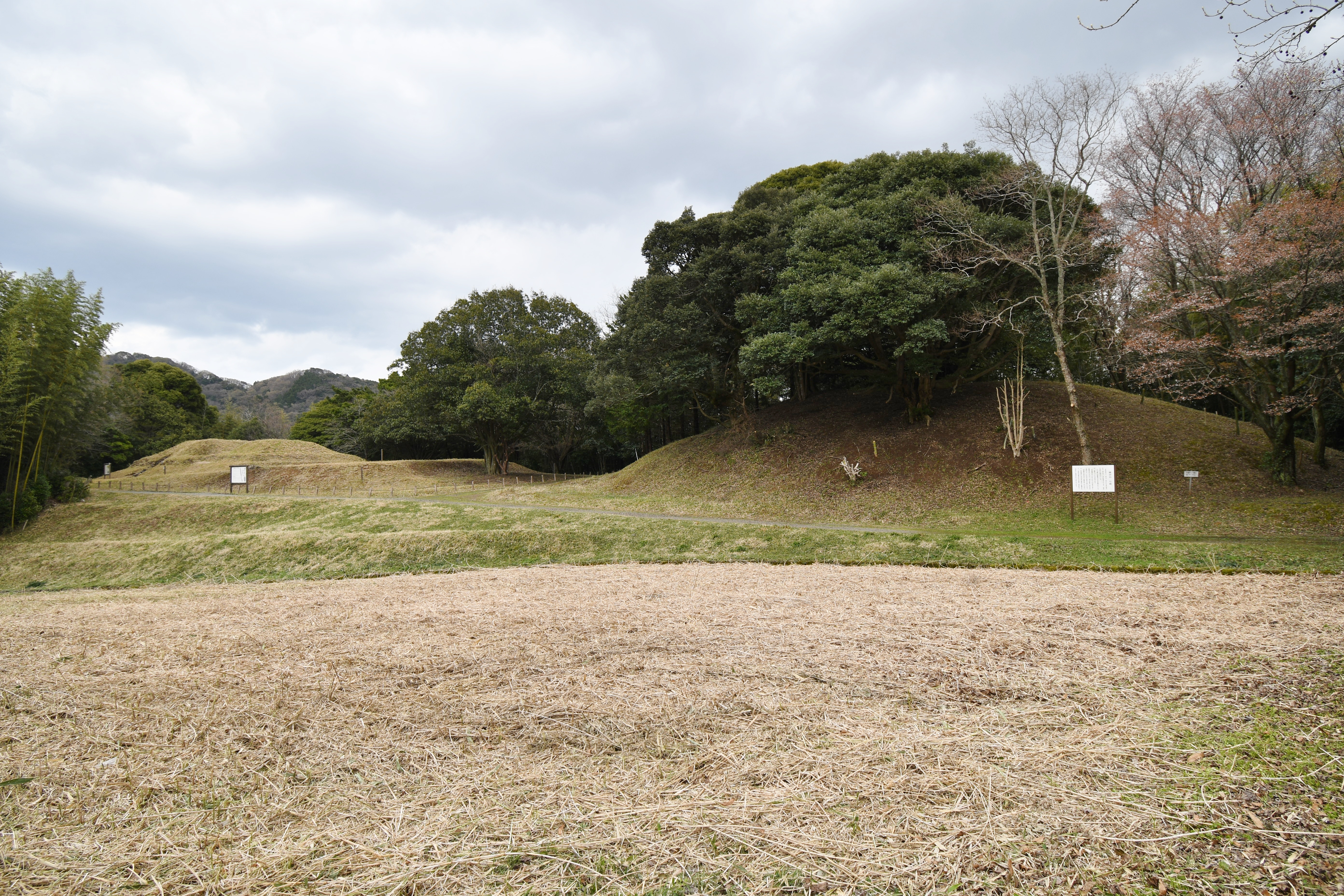
岡田山1号墳（左奥）・2号墳（右）

岡田山古墳群（おかだやまこふんぐん）は、島根県松江市大草町にある古墳群。有・大草古墳群を構成する古墳群である。1・2号墳は国の史跡に指定され（指定名称は「岡田山古墳」）、1号墳出土品は国の重要文化財に指定されている（指定名称は「出雲岡田山古墳出土品」）。

## 概要
島根県東部、意宇平野南西隅の低丘陵（通称「岡田山」）上に築造された古墳群である。古墳4基・箱式石棺3基の7基が確認されている。1915年（大正4年）に1号墳が発掘されて古墳として発見され、1970年度（昭和45年度）に風土記の丘設置に伴う1号墳の発掘調査が実施されている。
7基は、前方後方墳1基（1号墳）・円墳1基（2号墳）・方墳2基（5・6号墳）・箱式石棺3基（3・4・7号墳）からなる。1号墳は、墳丘長24メートル（または47メートル）の小型の後期前方後方墳である。大正4年の発掘で銅鏡・耳環・丸玉・大刀・鉄鏃・刀子・馬具・須恵器が、昭和45年度の調査で鉄鏃・弓飾金具・馬具が出土しており、特に大刀のうち1口に「額田部臣」の銀象嵌銘が確認された点で注目される。2号墳は直径44メートルの大型の中期円墳で、未調査のため詳らかでないが、方墳系の多い出雲地方東部において数少ない大型円墳として築造された点で特色を示す。方墳2基・箱式石棺3基は、1号墳の下層で確認されたもので、こちらも未調査である。
築造時期は、2号墳では古墳時代中期の4世紀末-5世紀代、1号墳では古墳時代後期の6世紀後半頃と推定される。付近では御崎山古墳や岩屋後古墳と同時期に位置づけられるが、出雲地方東部では山代・大庭古墳群（山代二子塚古墳・山代方墳など）の規模が突出しており、大草町周辺の被葬者はその大首長を補佐する立場にあったと想定される。特に、1号墳出土の「額田部臣」銘大刀の存在は、6世紀後半当時において地方に部民制による支配体制がおよんでいたことを明らかとし、古代の地域社会を考えるうえで極めて重要視される資料になる。
1・2号墳の古墳域は1965年（昭和40年）に国の史跡に指定され、1号墳出土品は1985年（昭和60年）に国の重要文化財に指定されている。現在では1・2号墳は史跡整備のうえで「島根県立八雲立つ風土記の丘」として公開されている。

## 遺跡歴
- 1915年（大正4年）、土地所有者による1号墳の墳丘上の発掘。古墳として発見、副葬品出土[1]。
- 1917年（大正6年）、梅原末治による現地調査（1923年に報告）[1]。
- 1925年（大正14年）、梅原末治・濱田耕作・島田貞彦・鈴木増太郎による再調査[1]。
- 1925年（大正14年）、旧『島根縣史』第4巻に記載（1号墳は前方後円墳として記載）[1]。
- 1947年（昭和22年）、岩佐文子が紹介[1]。
- 1964年（昭和39年）、民間による住宅地造成のための用地取得。
- 墳丘測量調査および保存運動（山本清ら松江考古学談話会・島根大学考古学研究会）。
- 1965年（昭和40年）4月9日、1・2号墳が「岡田山古墳」として国の史跡に指定[2]。
- 1970年度（昭和45年度）、風土記の丘設置・整備に伴う発掘調査（島根県教育委員会、1987年に報告）[1]。
  - 1983年（昭和58年）、鉄器の銹化進行に伴う保存処理。処理作業中に大刀銘文の発見（元興寺文化財研究所）。
- 1972年（昭和47年）、島根県立八雲立つ風土記の丘の開所。
- 1985年（昭和60年）6月6日、1号墳出土品が「出雲岡田山古墳出土品」として国の重要文化財に指定[3]。

## 1号墳
岡田山1号墳は、岡田山古墳群の主墳。形状は前方後方墳。明治期に発掘されて副葬品が出土し、1970年（昭和45年度）に風土記の丘設置に伴う発掘調査が実施されている。

### 概要
墳形は前方後方形で、前方部を南方向に向ける。墳丘は長方形台状に地山を整形した上に前方後方形の盛土2段を載せており、全体としては特異な形態の3段築成となる。墳丘外表では、2段目斜面で貼石状の葺石が認められるほか、円筒埴輪・須恵器子持壺が出土している。
埋葬施設は、後方部における両袖式の横穴式石室で、西方向に開口する。石室全長5.6メートルの小型の石室で、持ち送り技法や玄門立柱石には九州地方との交流が示唆される。玄室内には小型の凝灰岩製の組合式家形石棺を据え、その手前に副葬品収納用とみられる箱形施設を設ける。大正4年の発掘では、石棺内から耳環・丸玉・鉄鏃・刀子が、箱形施設内から銅鏡・大刀4（現存3）が、石棺外から馬具・須恵器が出土しており、昭和45年度の調査では石室内から鉄鏃・弓飾金具・馬具が出土している。特に、大刀のうち1口には「額田部臣」の4字を含む12文字が確認されている。
築造時期は、古墳時代後期の6世紀後半頃と推定される。

### 墳丘

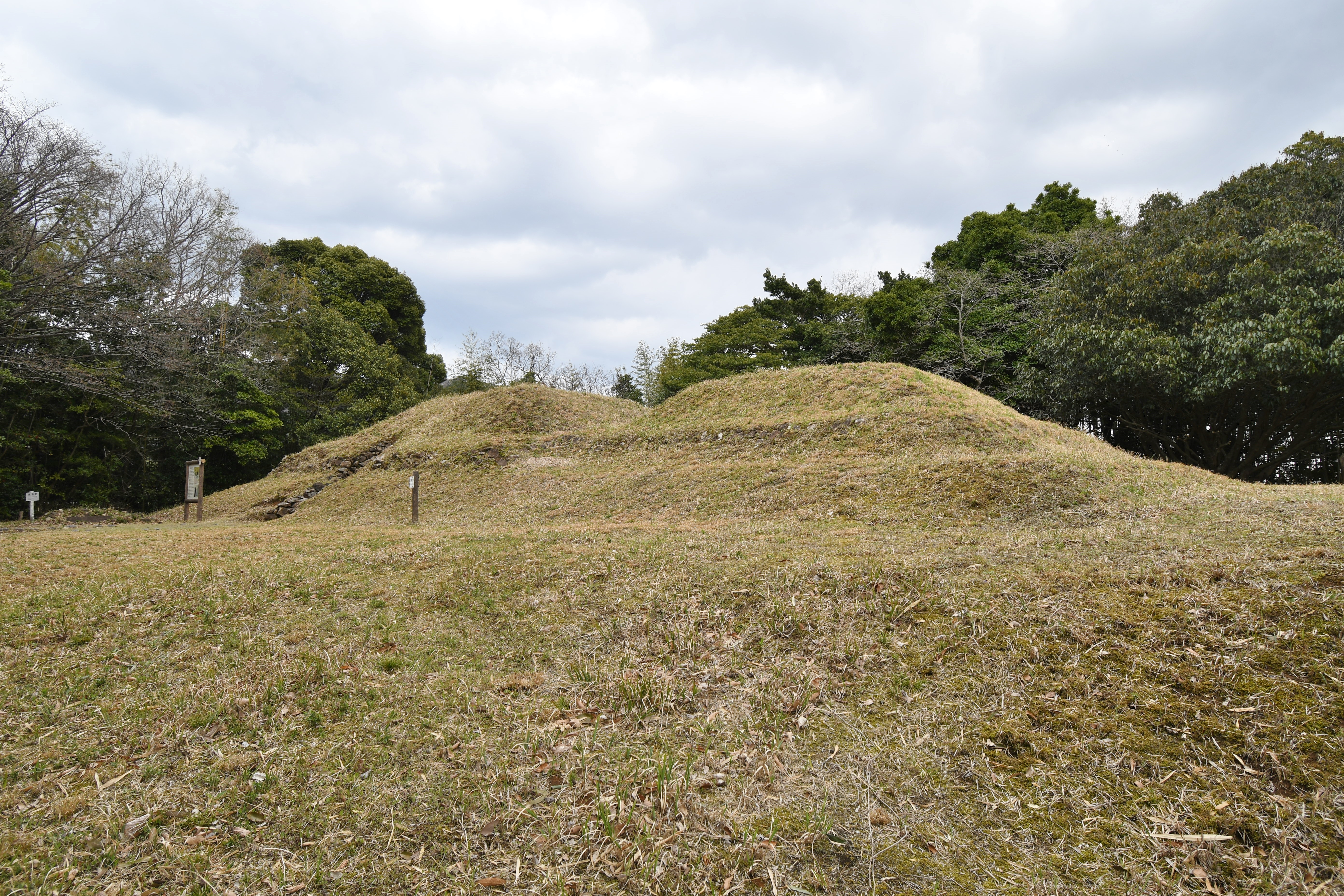
墳丘右に前方部、左奥に後方部。

墳丘の規模は次の通り。
- 墳丘長
  - 47メートル - 1段目の長方台形の整形地山を墳丘とした場合。
  - 24メートル - 2・3段目の前方後方形の盛土のみを墳丘とした場合。
- 後方部
  - 幅：14メートル
  - 高さ：4メートル
- 前方部
  - 幅：14メートル
  - 高さ：3.5メートル

墳丘の1段目は地山を不整形な長方形台状に削り出しており、長さ約47メートル・幅16-29メートル・高さ約1.6メートルを測る。前方部前面にはテラス状の平坦面が広がっており、平坦面部分は長さ23メートル・幅28-29メートル・高さ1.6メートルのいびつな長方形を呈する。1段目墳丘については、墳丘の基壇とする解釈、墳丘長47メートルの古墳として築造を開始したが途中で規模を縮小したとする解釈などが挙げられている。
墳丘3段目は後方部・前方部とも大きく高まっており、方墳2基が並ぶかのような独特な景観をもつ。

### 埋葬施設

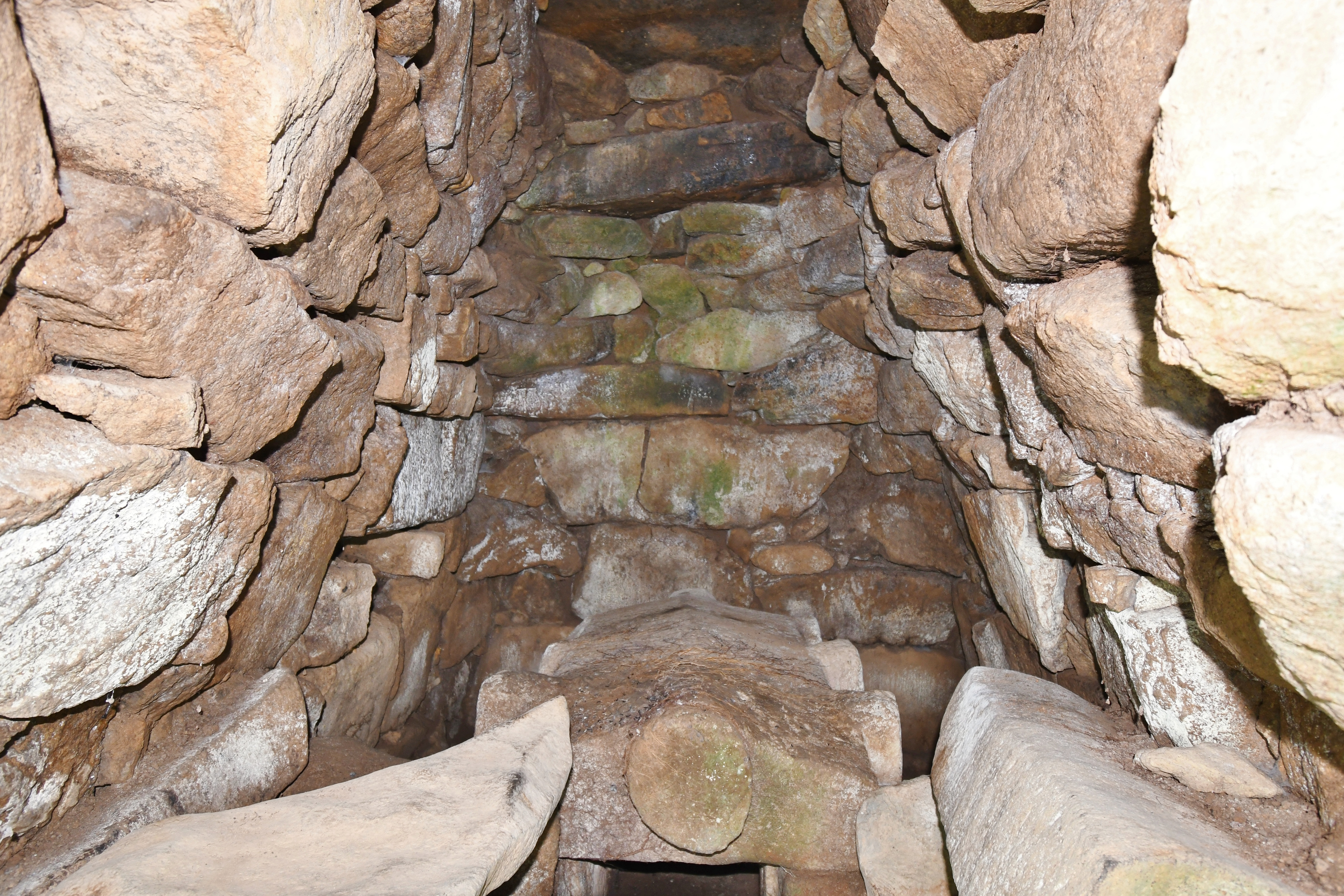
石室 玄室（奥壁方向）

埋葬施設としては、後方部において両袖式横穴式石室が構築されており、西方向に開口する。石室の規模は次の通り。
- 石室全長：5.6メートル
- 玄室：長さ2.8メートル、幅1.8メートル（奥側）・1.3メートル（玄門側）、高さ2.2メートル
- 玄門：長さ0.4メートル
- 羨道：長さ2.4メートル、幅1.1メートル、高さ1.2メートル

石室の石材は自然石・割石で、小口積みによって構築される。玄室の壁面は強く持ち送る。玄門部には扁平な閉塞石を置き、そこから前庭部にかけて集石で閉塞される。持ち送り技法と玄門立柱石には九州地方の石室とのつながりが指摘される。
玄室内には凝灰岩製の組合式家形石棺を据える。玄室中央部の奥寄りにおいて、石室主軸と平行方向に位置する。石室開口部側（妻側）に開口しており、石室壁面との間の床面には仕切石を設ける。石棺内法は長さ1.15メートル・幅0.35メートル・深さ0.4メートルで、成人の伸展葬には狭小な規模であり、赤色顔料が塗布されている。棺身は床石・両長側石・両小口石の各1枚計5石を刳り込み、組み合わせて構築される。蓋石には前後1対・左右3対の計8個の円形縄掛突起を付す。石棺内からは耳環（金環）・鉄鏃・刀子・丸玉が出土している。また、石棺の開口部側には板石を組み合わせた箱形施設が設けられており、特異な副葬品収納用施設とみられる。石棺同様に赤色顔料が塗布されており、内行花文鏡・大刀4口（現存3口）が出土している。
明治期の発掘の際には、後方部墳丘上から掘削がおこなわれ、天井石1枚を取り外して石室内の副葬品が取り出されている。昭和45年度の調査時には、玄室内に土砂が流入し、羨道部は閉塞されたままの状態であった。

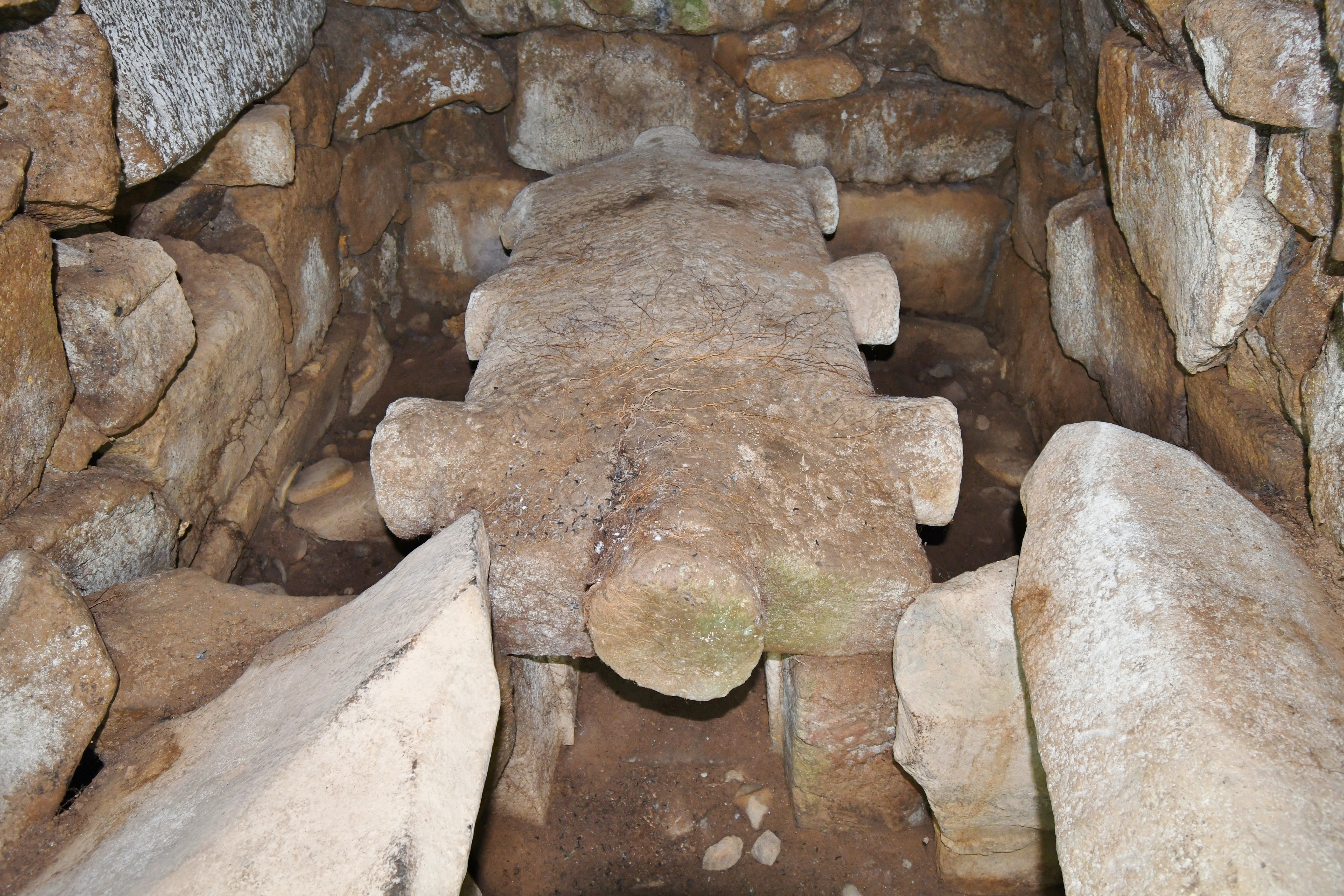
玄室の家形石棺
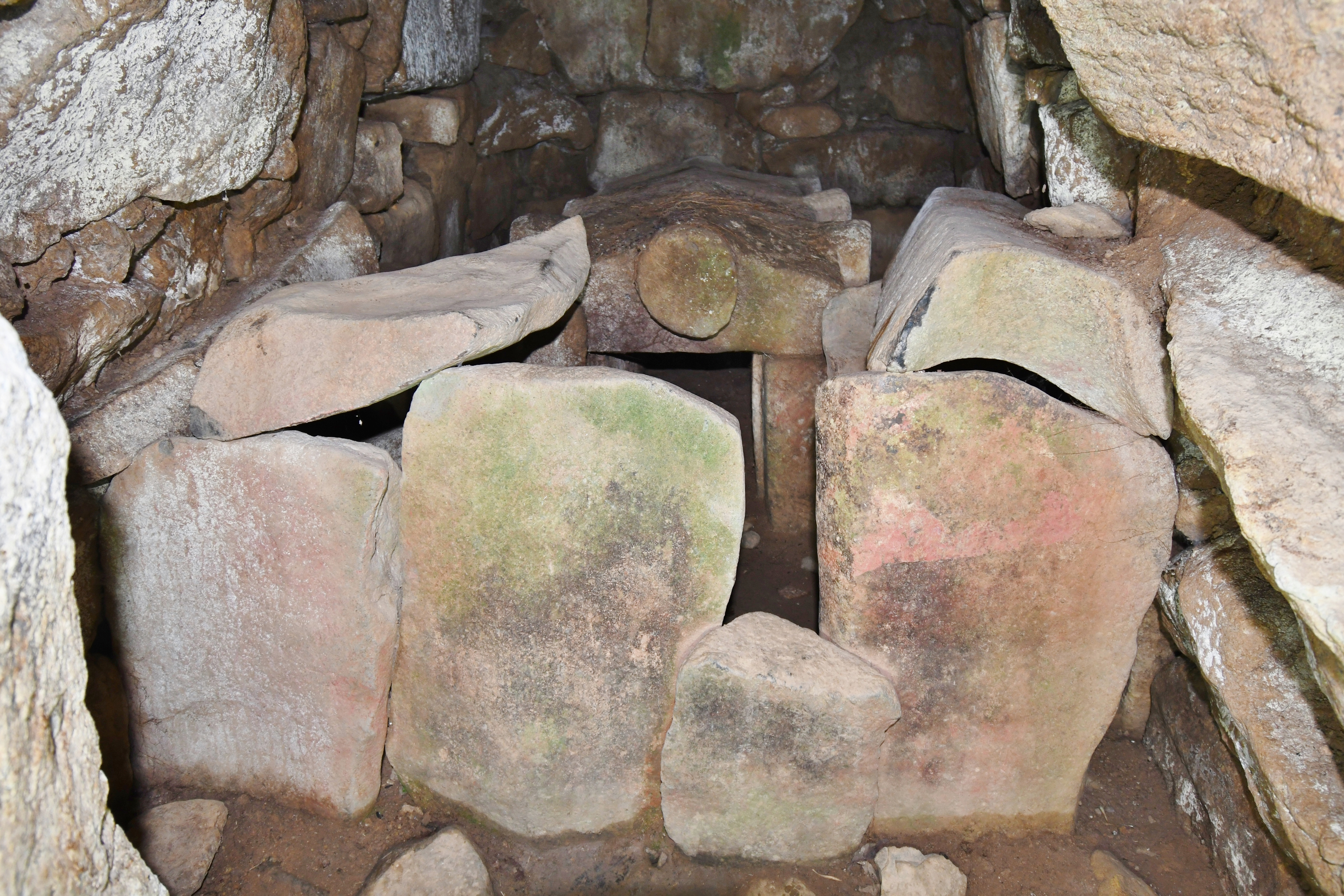
玄室の箱形施設
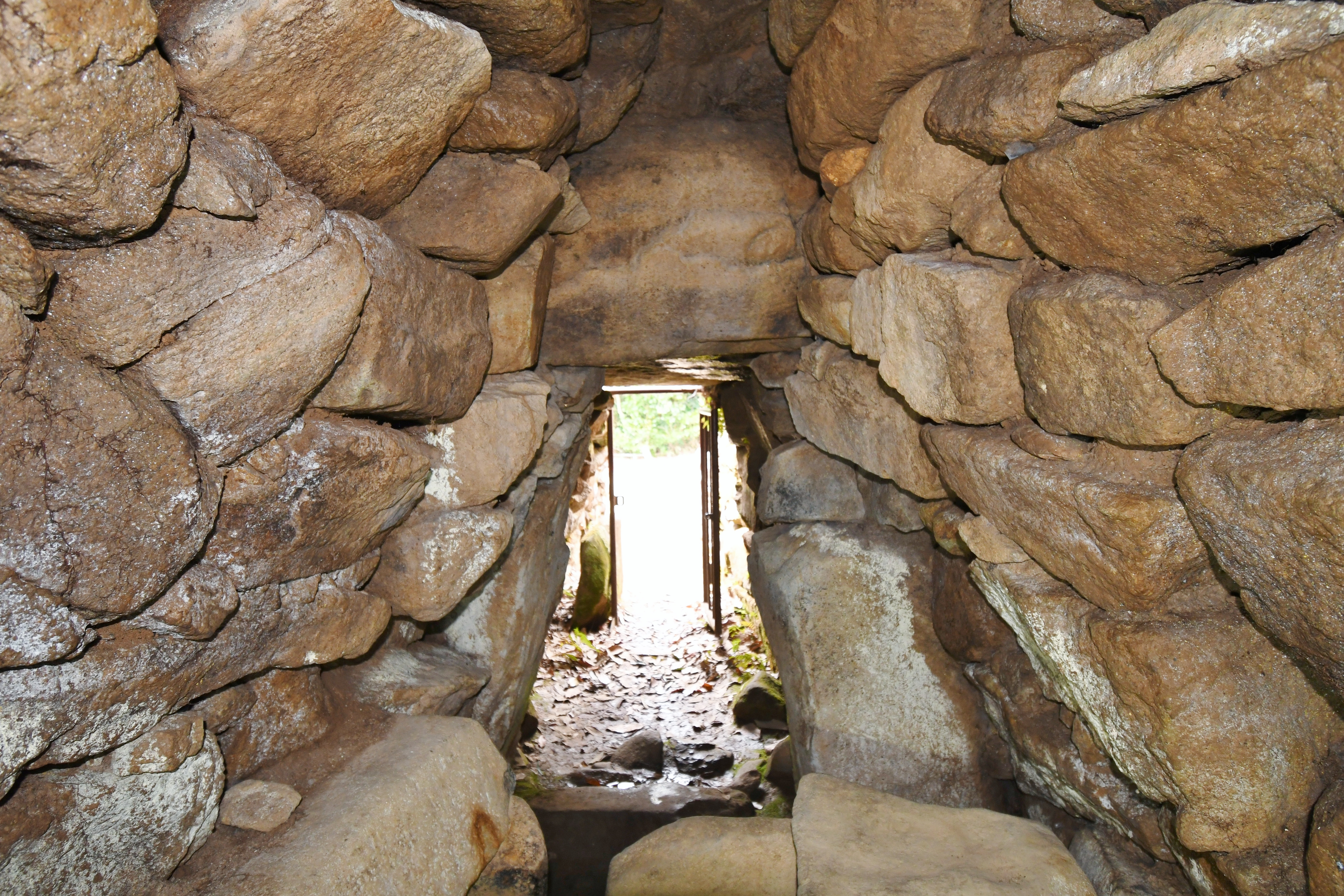
玄室（開口部方向）
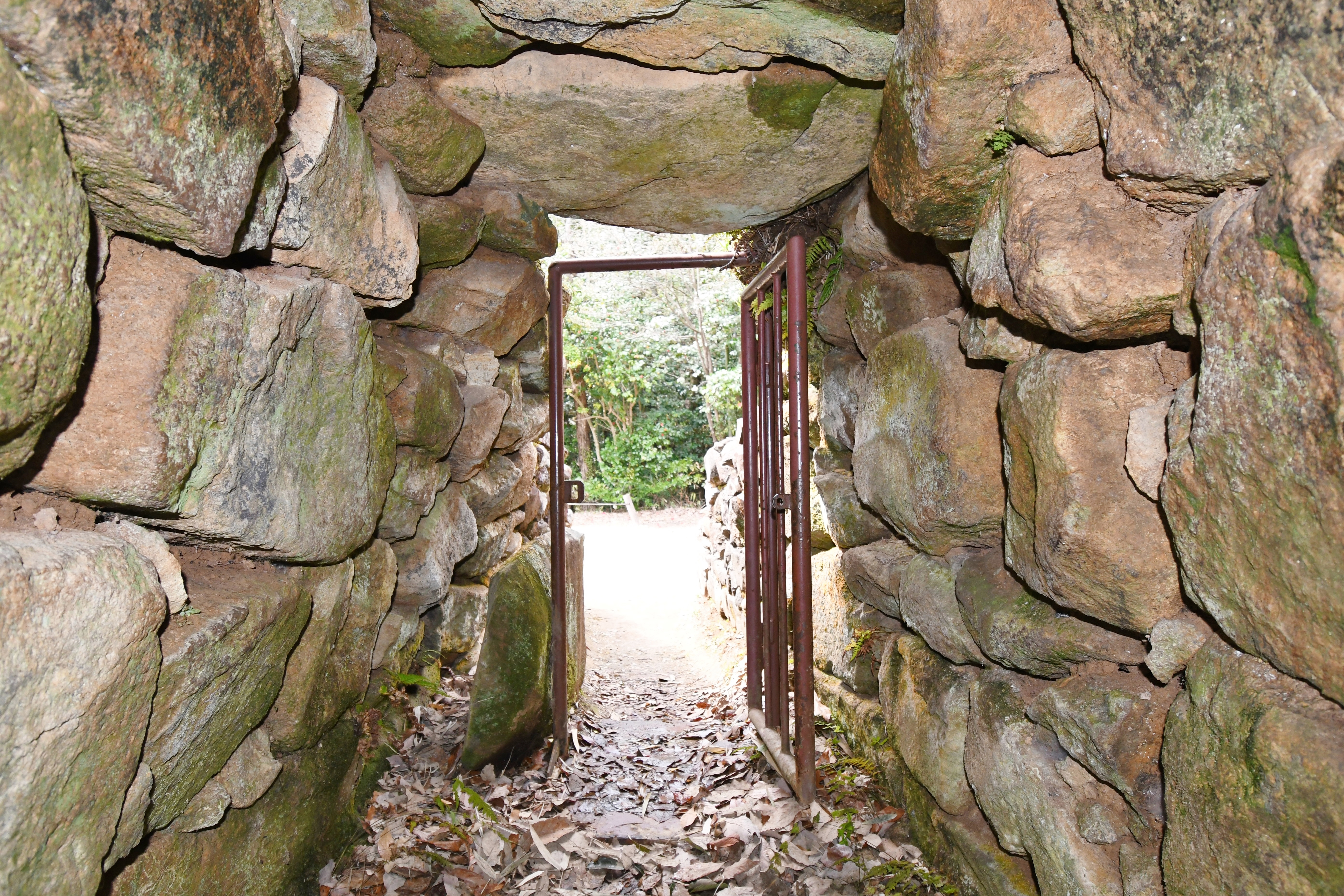
羨道（開口部方向）
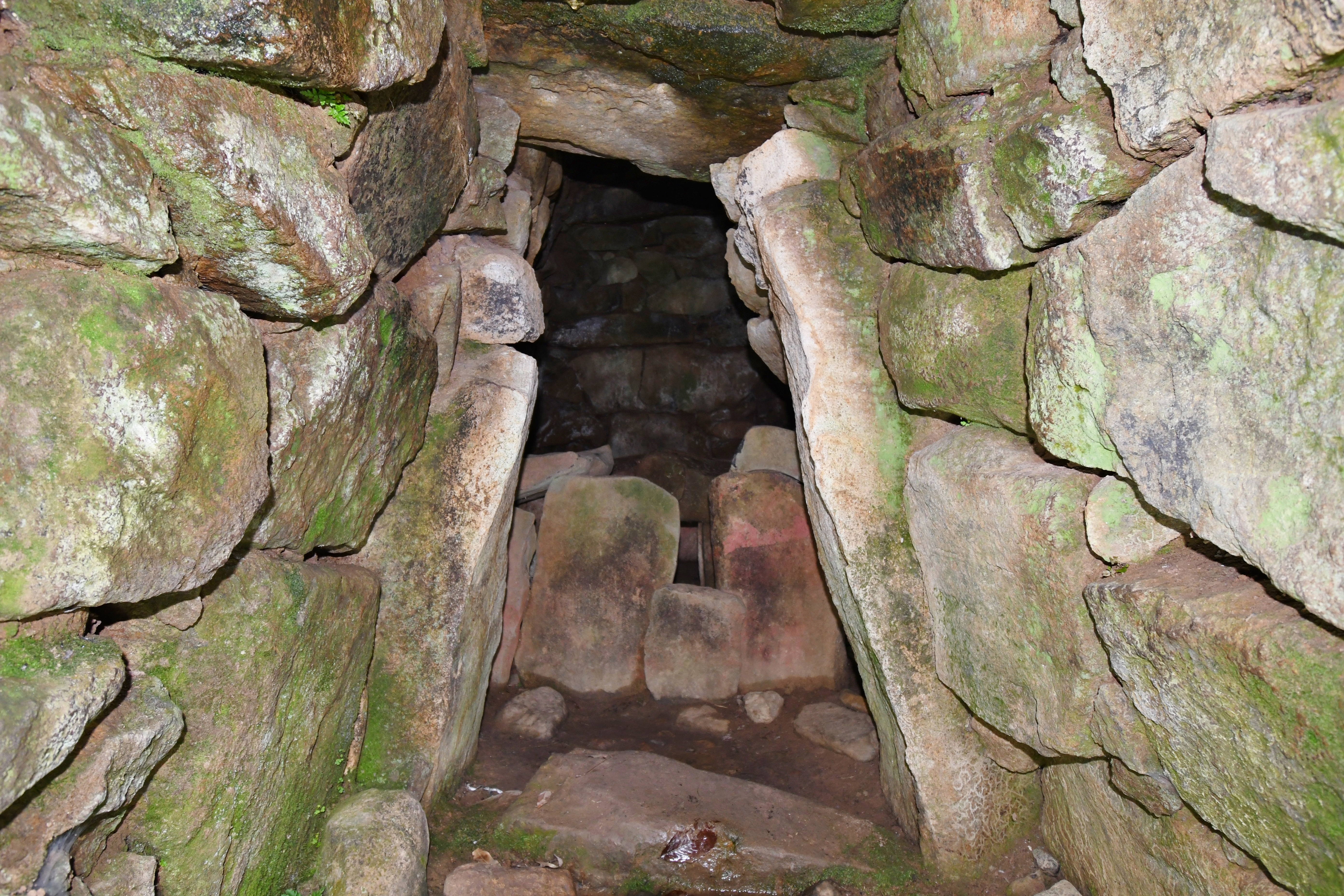
羨道（玄室方向）
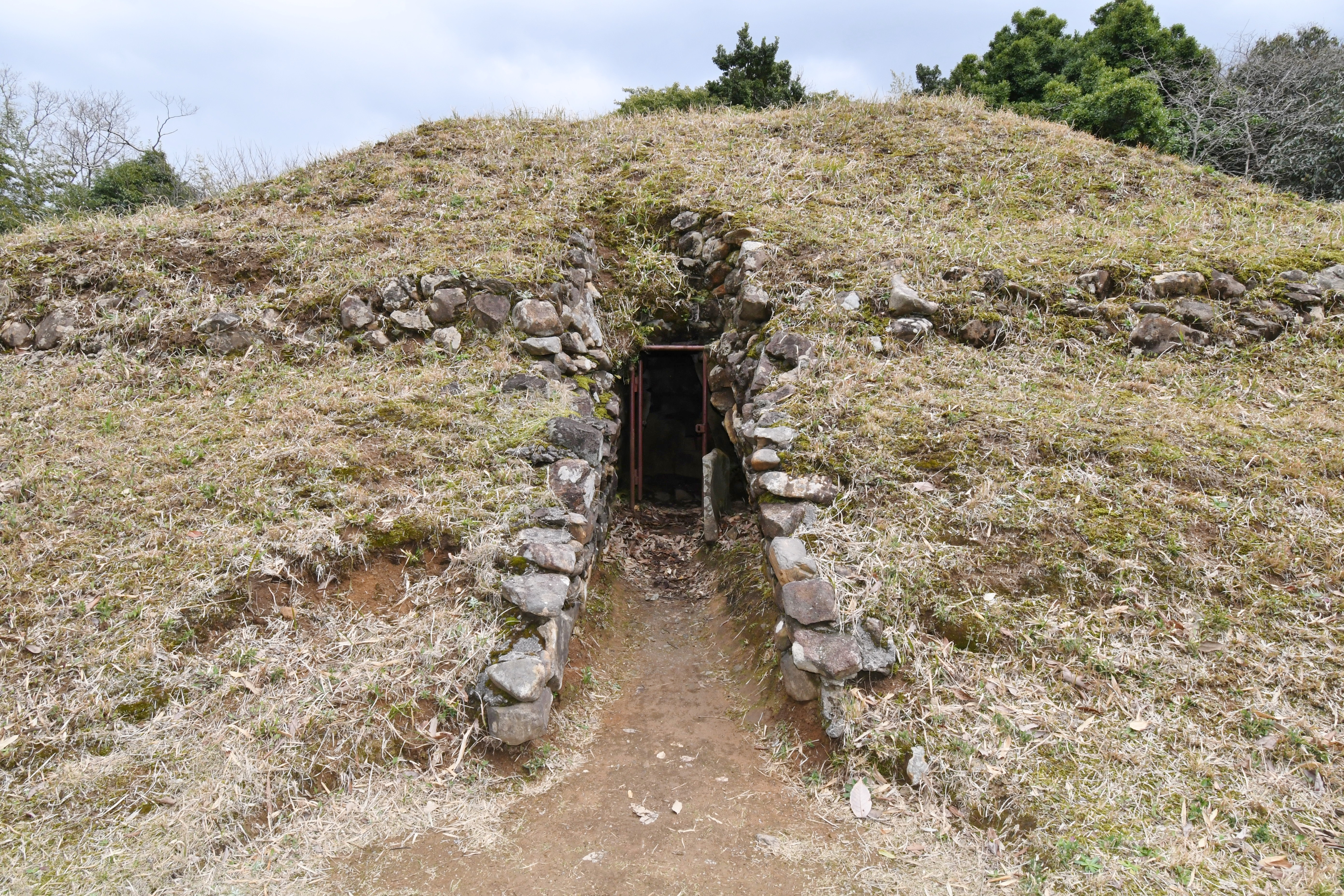
開口部

### 出土品
大正4年の発掘および昭和45年度の発掘調査で出土した遺物は次の通り。
| 大正4年発掘出土        | |                   |
| 石棺内                 | 金環 金銅製丸玉 鉄鏃 刀子 | 現存品は 重文指定 |
| 箱形施設内             | 内行花文鏡（「長宜子孫」銘あり） 大刀 4（現存3） - 銀錯銘銀装円頭大刀 1（「額田部臣」銘あり） - 金銀装環頭大刀 1 - 金銀装円頭大刀 1 - 直刀 1（非現存） | 現存品は 重文指定 |
| 石棺外両側             | 馬具（金銅製雲珠・馬鈴など） 須恵器（壺・𤭯） | 現存品は 重文指定 |
| 昭和45年度発掘調査出土 | |                   |
| 石室内                 | 鉄鏃 弓飾金具 馬具 |                   |
| 墳丘                   | 円筒埴輪 須恵器（出雲型子持壺） |                   |

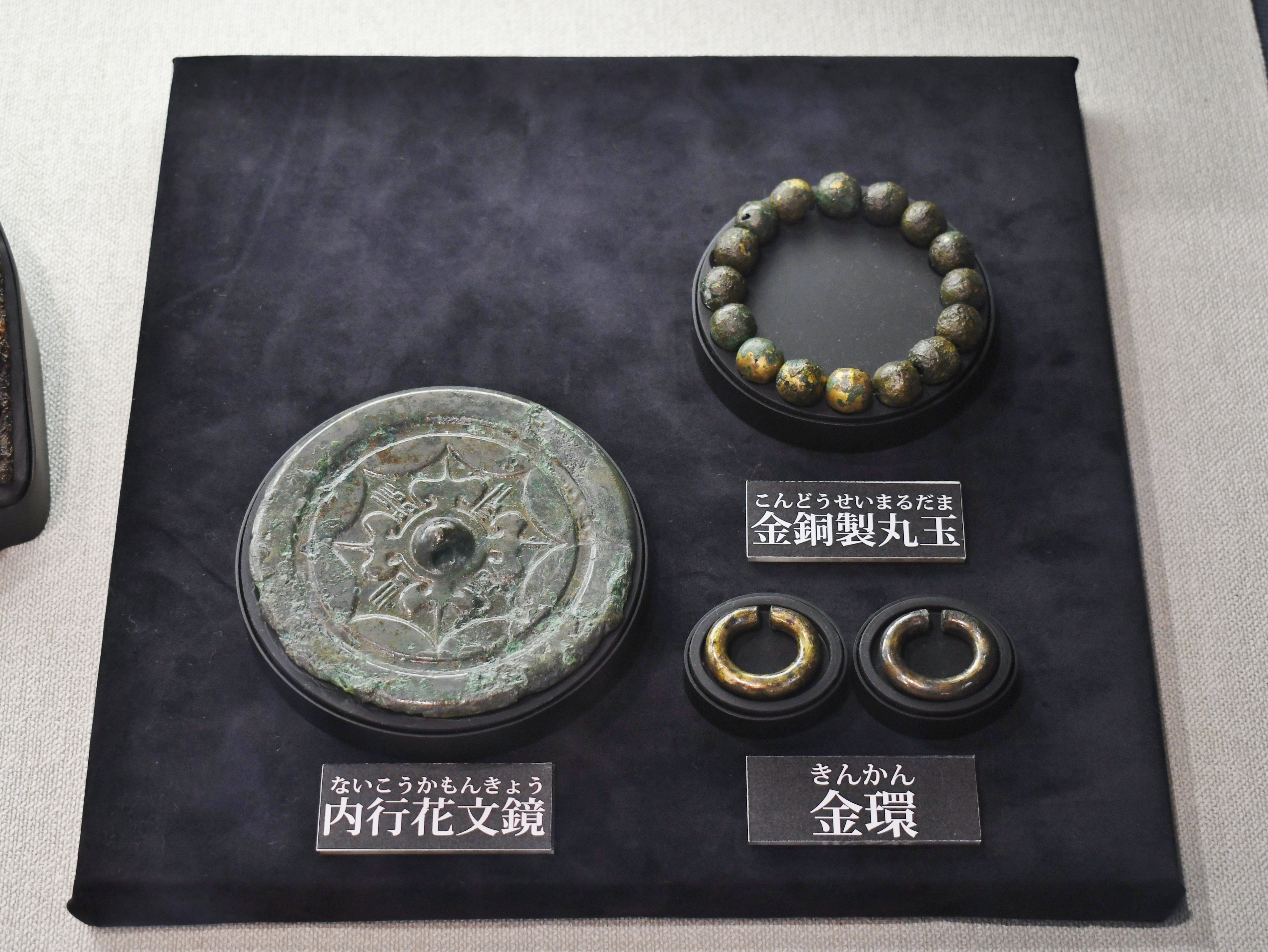
内行花文鏡・金銅製丸玉・金環
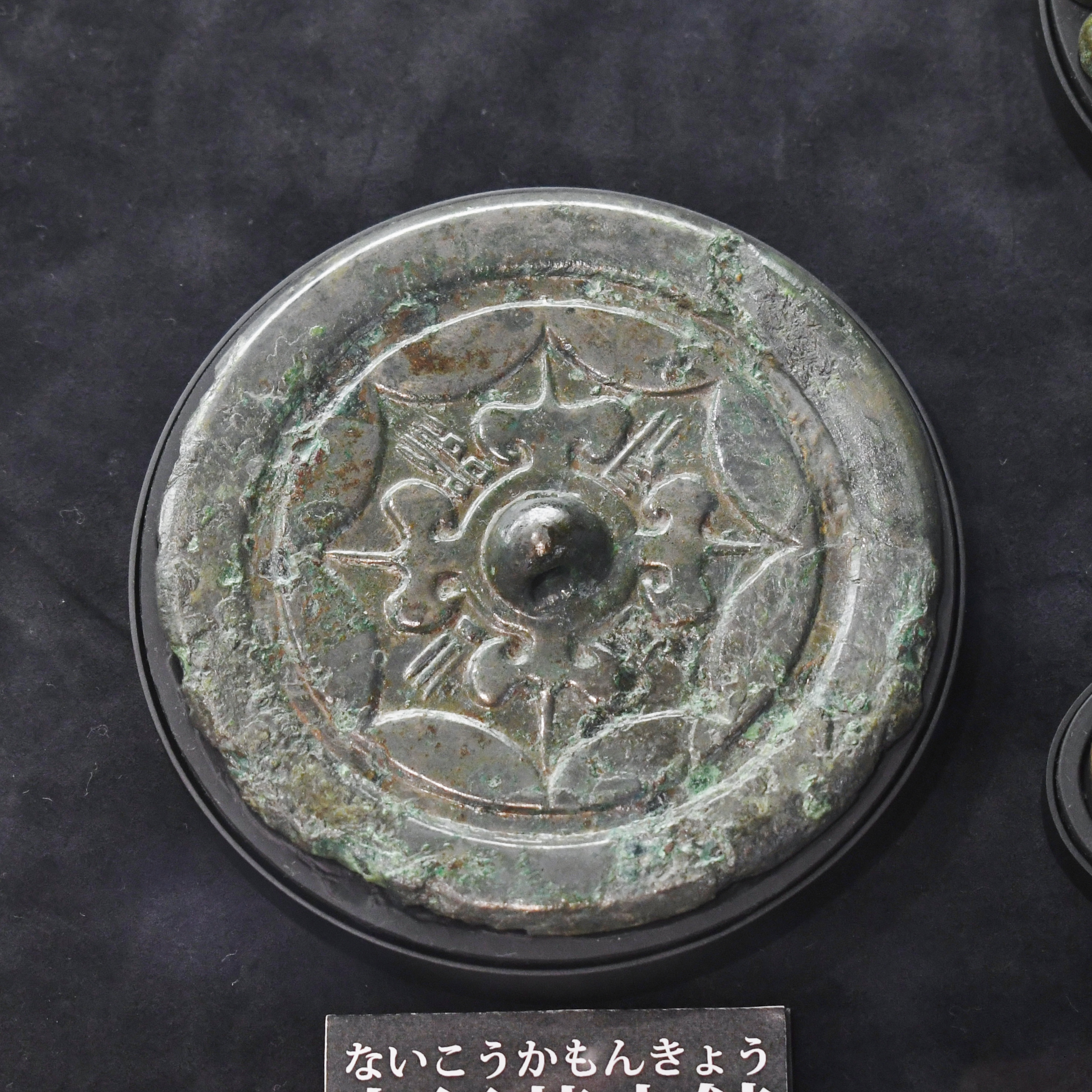
内行花文鏡
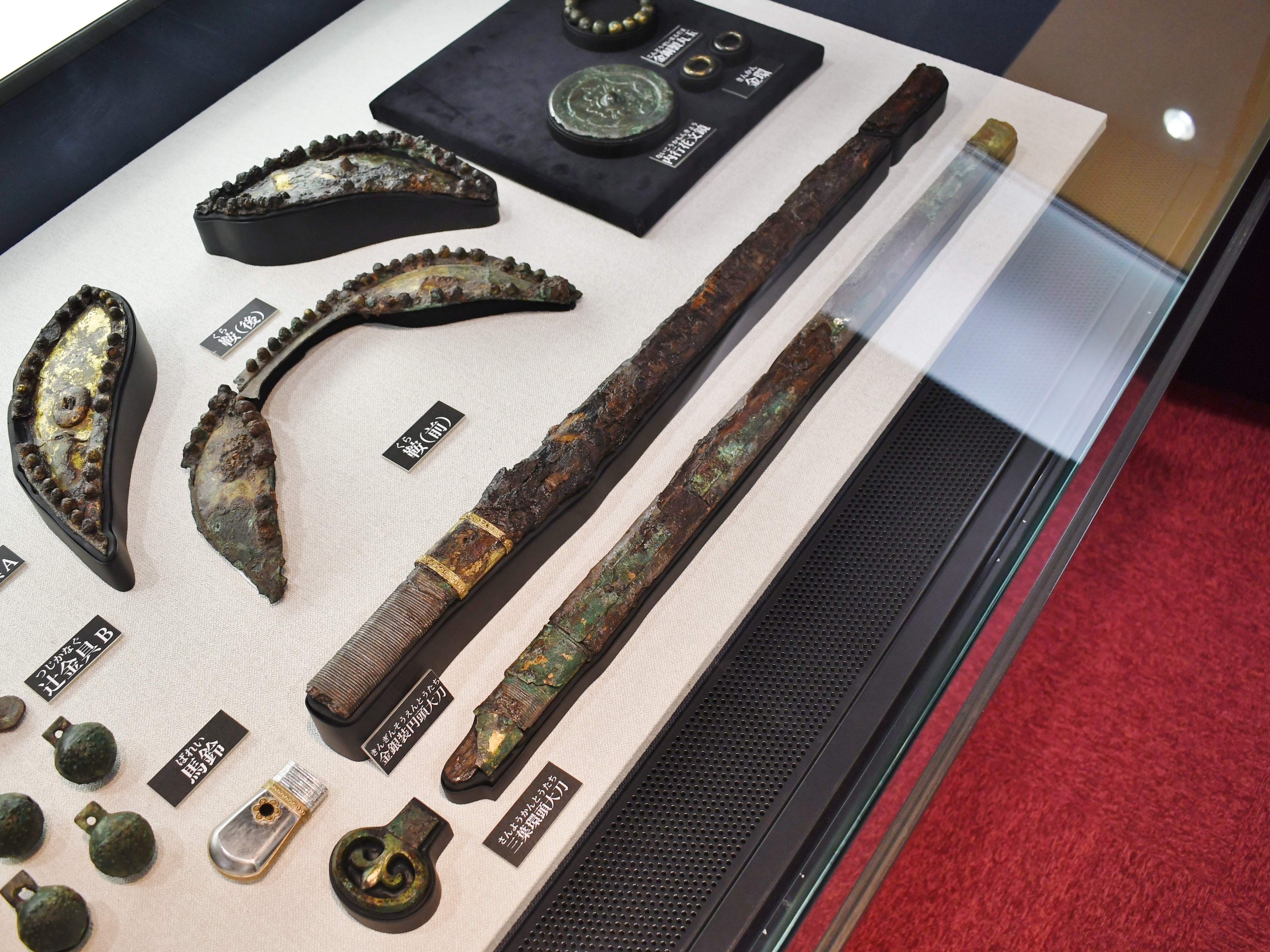
金銅装円頭大刀・三葉環頭大刀
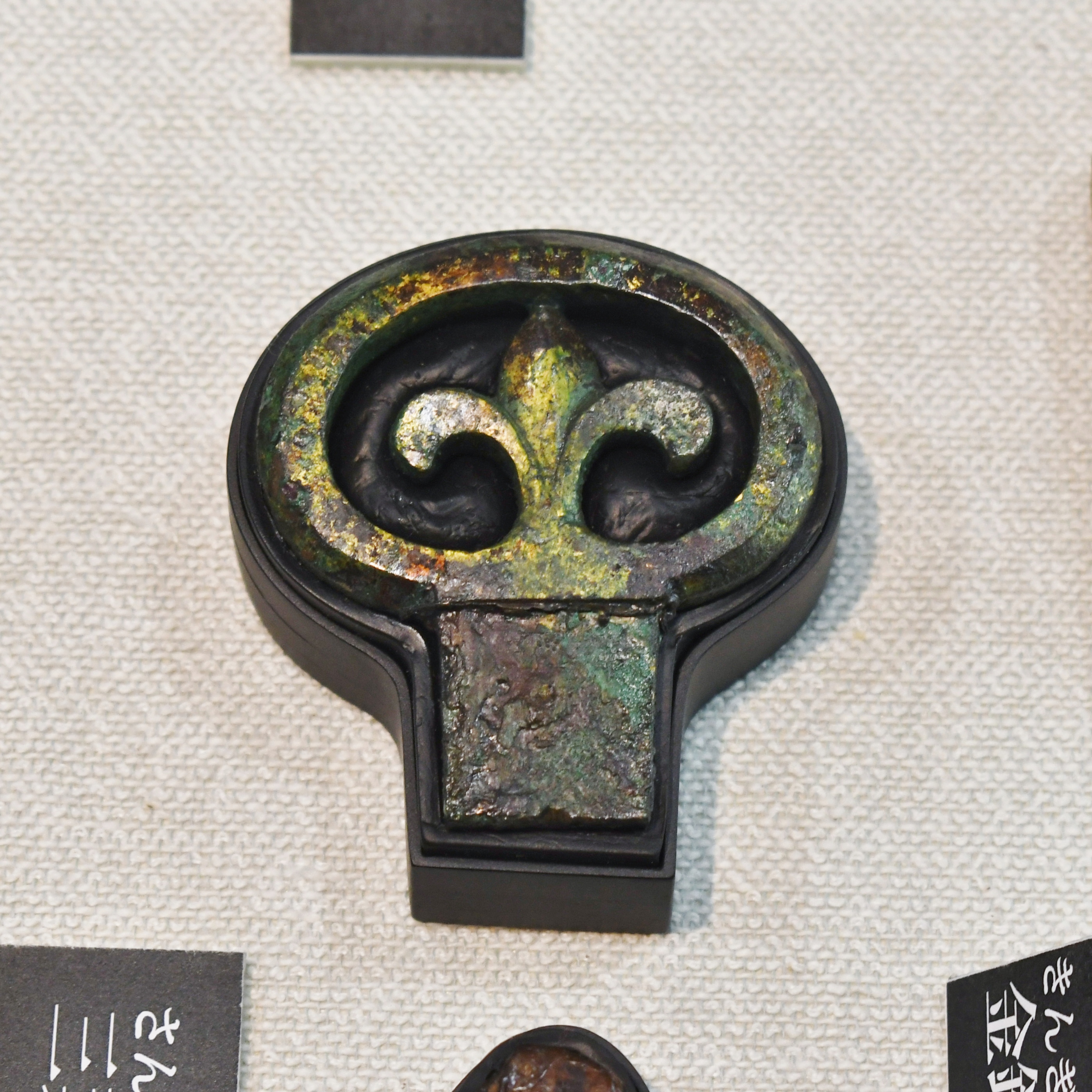
三葉環頭大刀把頭
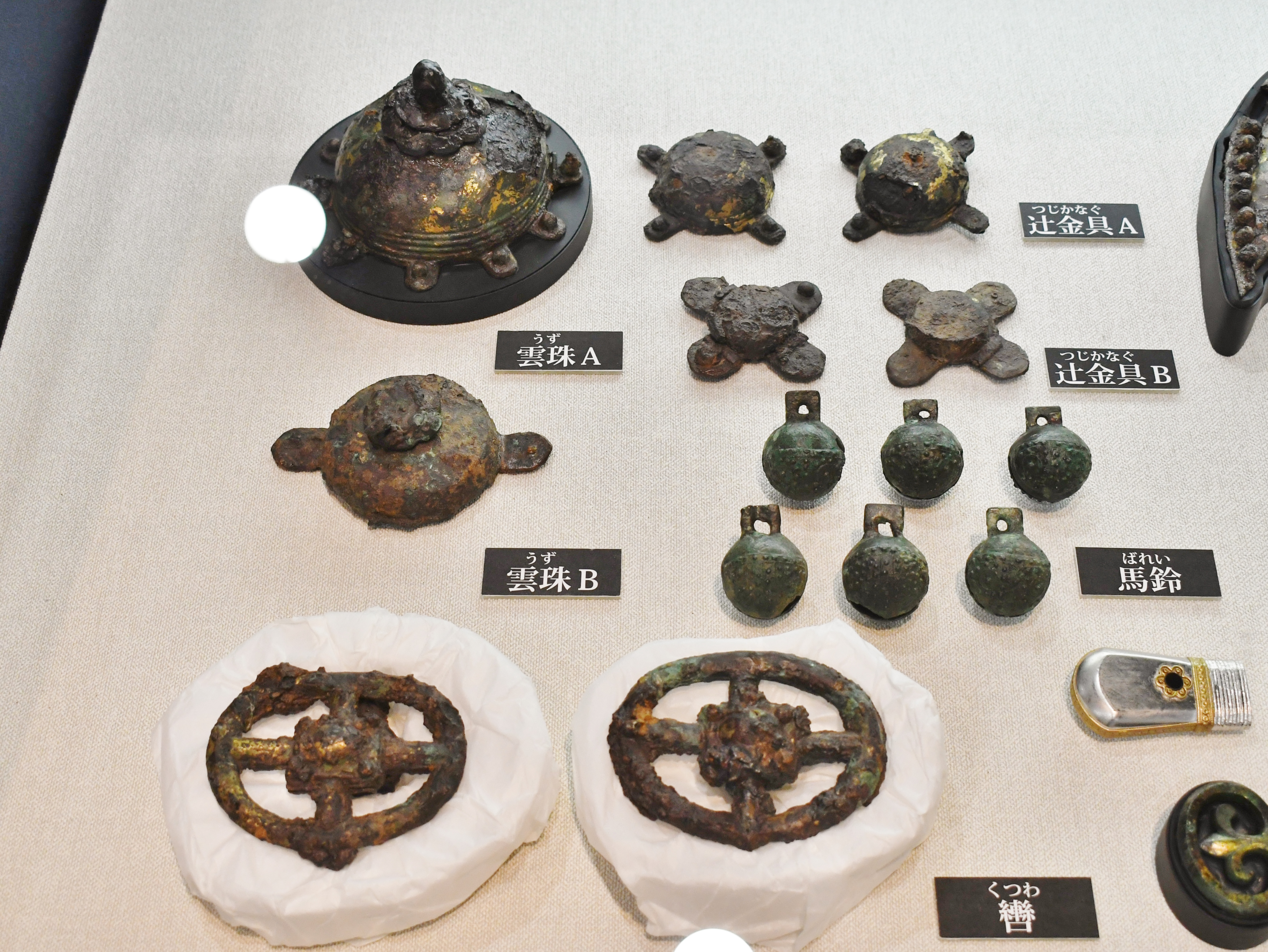
馬具 雲珠・辻金具・馬鈴・轡
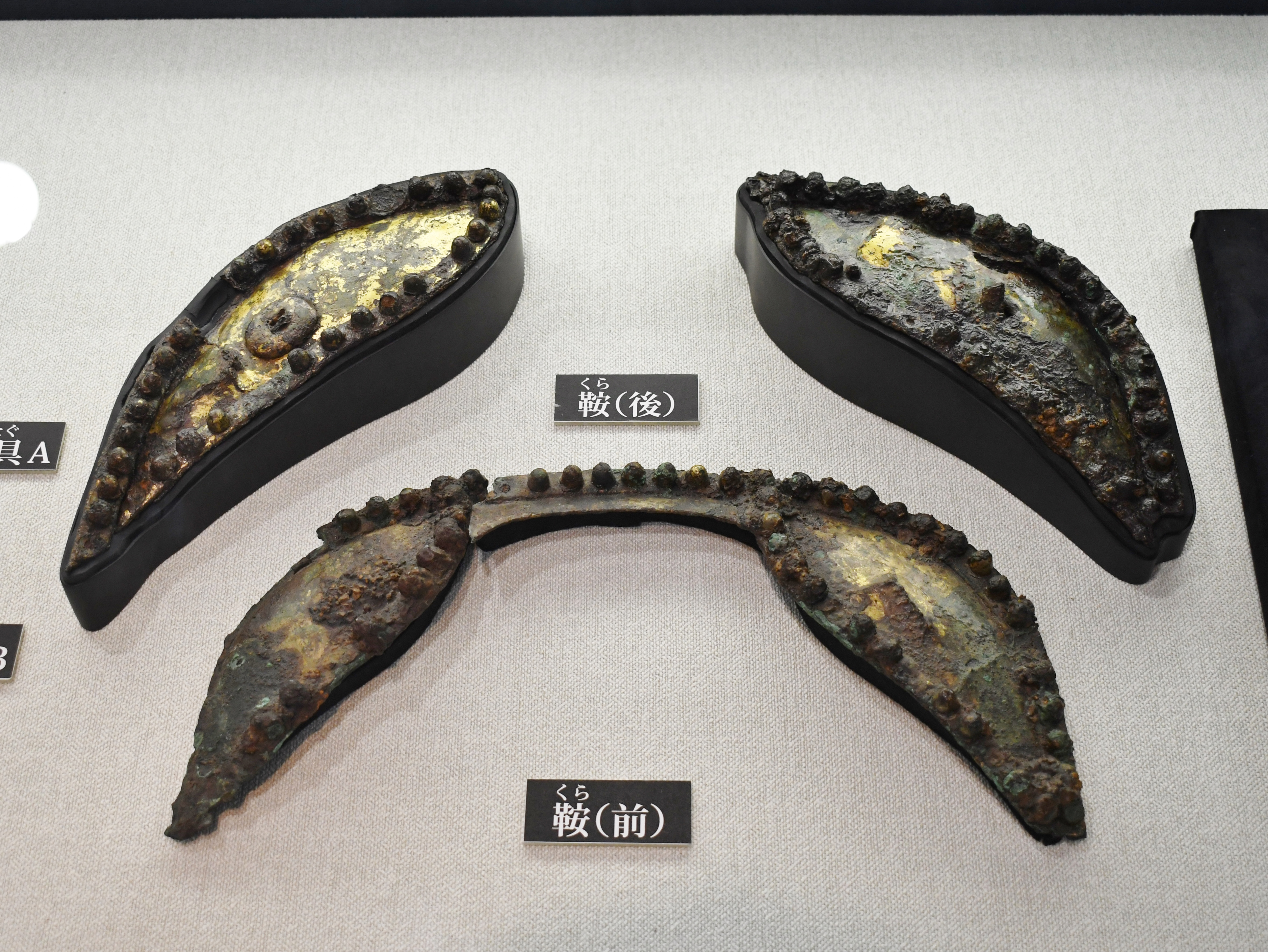
馬具 鞍
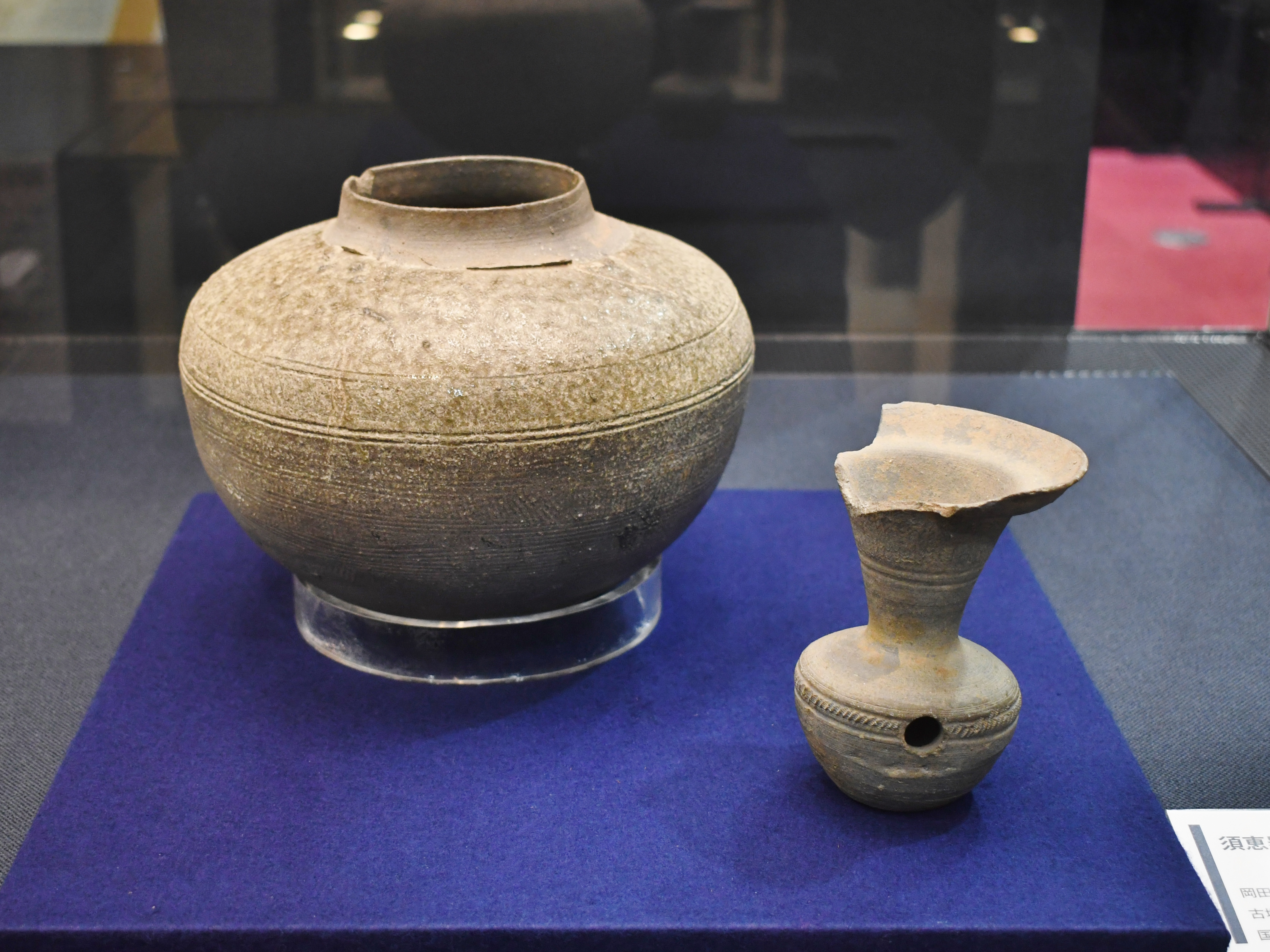
須恵器 短頸壺・𤭯
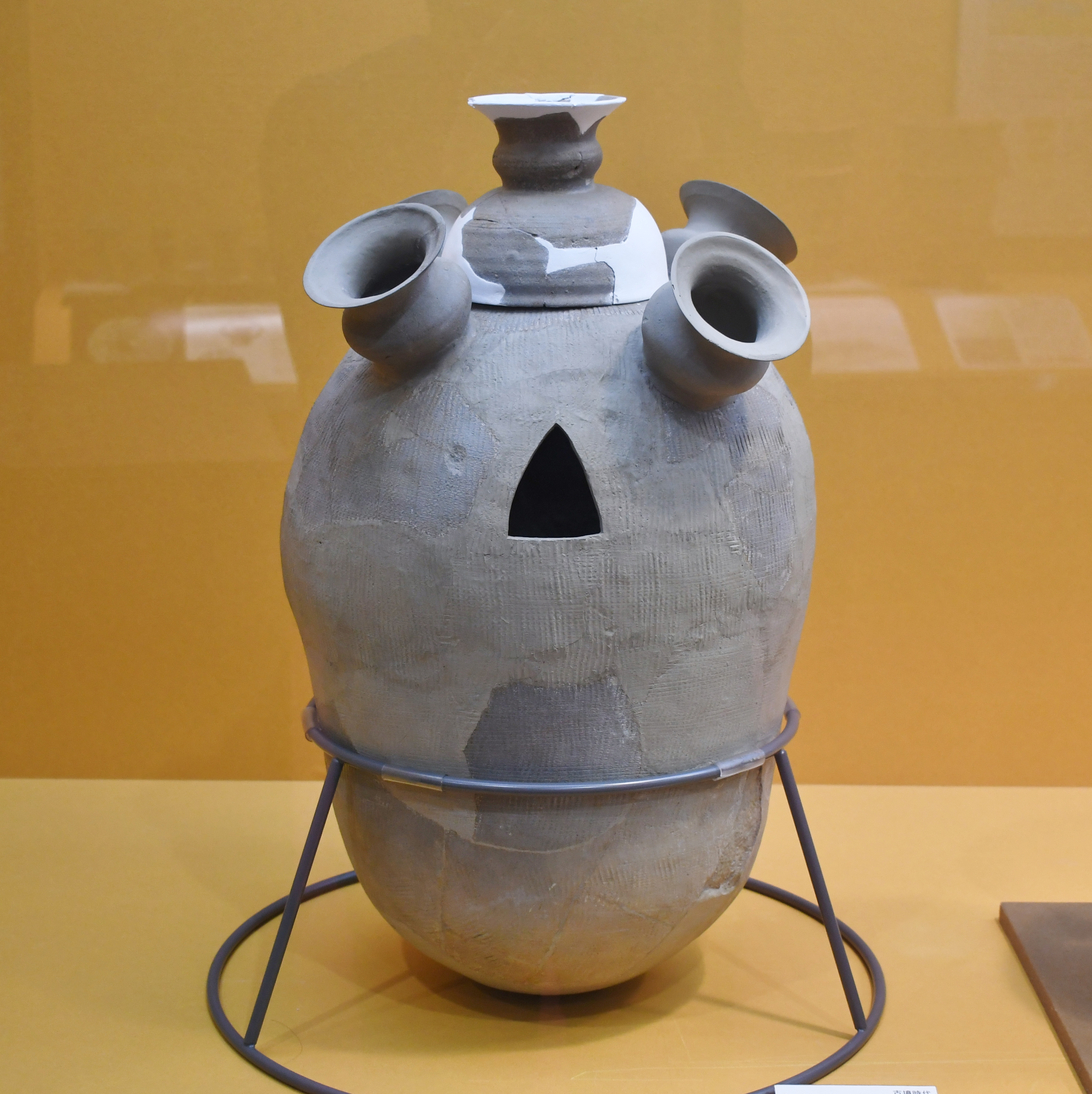
須恵器 子持壺
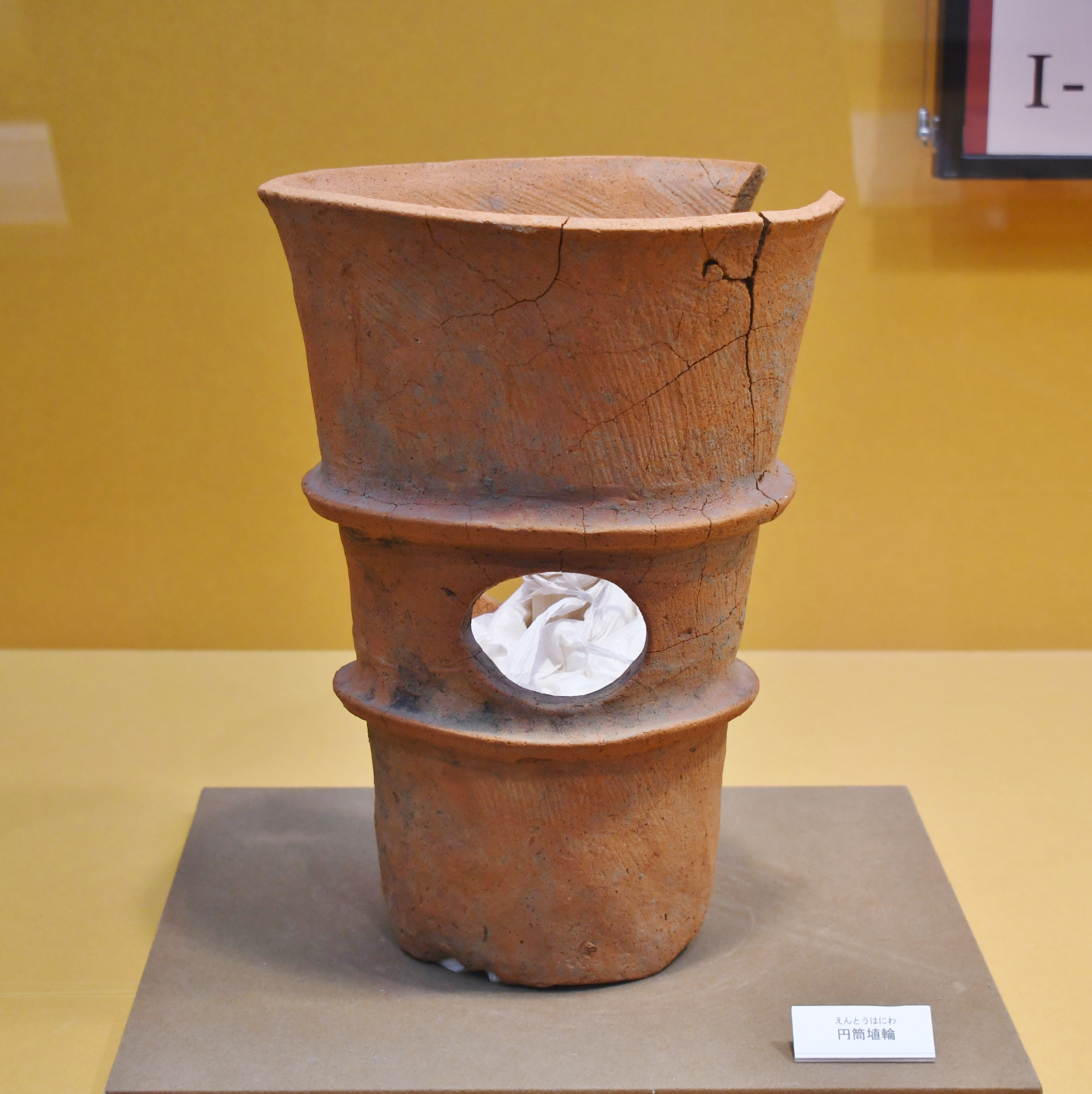
円筒埴輪

## その他の古墳

### 2号墳

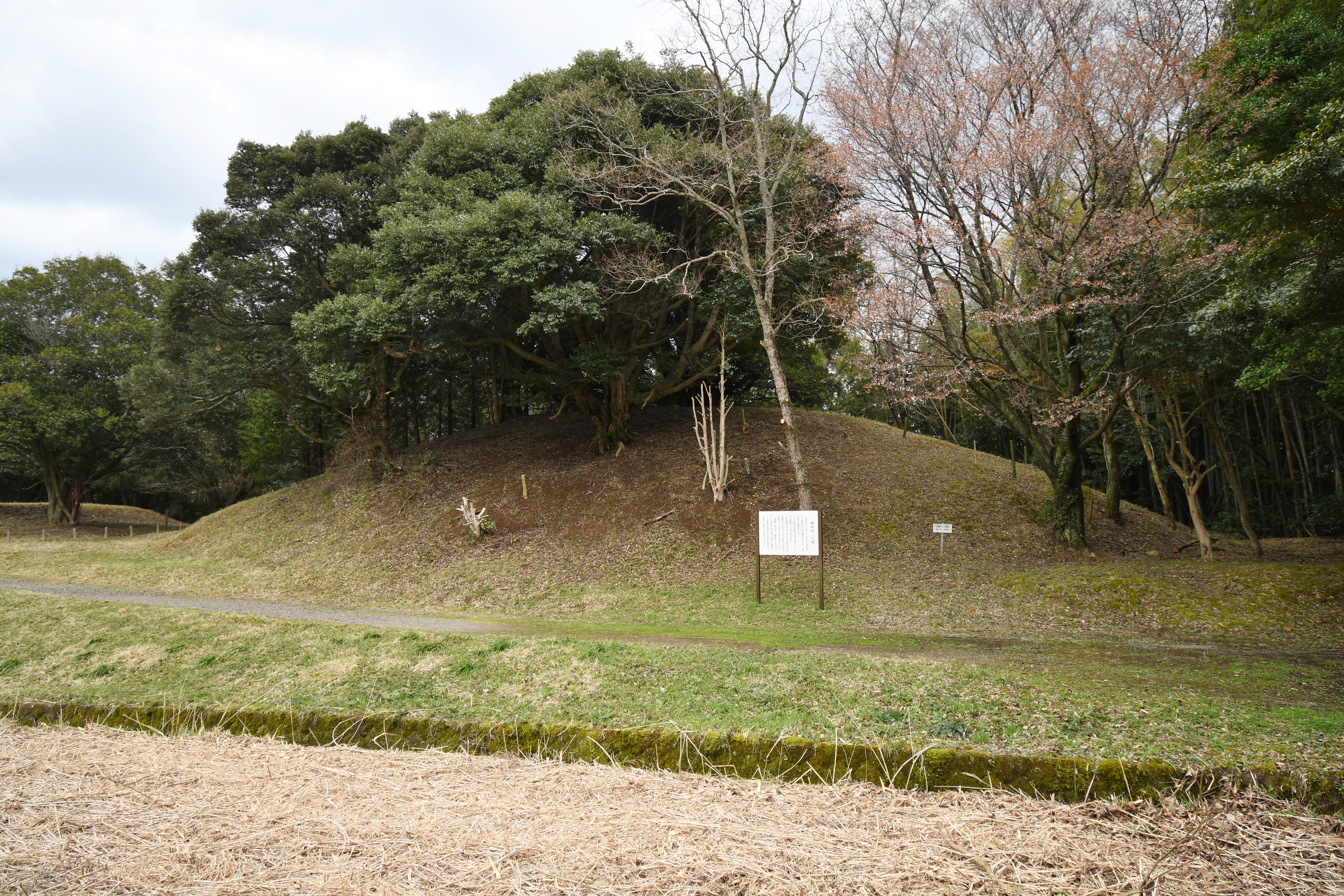
2号墳 墳丘

岡田山2号墳は、1号墳の南にある古墳。形状は円墳。未盗掘であり、島根県立八雲立つ風土記の丘設置の際には樹木間伐のみがおこなわれ、発掘調査は実施されていない。
墳形は円形で、直径44メートル・高さ5.4メートルを測り、出雲地方東部では有数の規模になる。墳丘は2段築成。墳丘外表では、斜面に葺石が認められる。古い文献では円筒埴輪があるとするが、詳らかでない。埋葬施設は未調査のため明らかでない。
築造時期は、古墳時代中期の4世紀末-5世紀代と推定される。出雲地方東部の中期古墳では方墳が多いなか、数少ない大型円墳として築造された点で重要性を持つ古墳になる。

### 3-7号墳
3-7号墳は次の通り。1号墳の下層で確認されたもので、1号墳の築造の際に破壊されたか盛土下に埋没している。いずれも未調査のため、内容は明らかでない。
- 3号墳 - 箱式石棺。1号墳の前方部南側で確認。
- 4号墳 - 箱式石棺。1号墳の前方部南側で確認。
- 5号墳 - 方墳。1号墳の前方部下層で確認。
- 6号墳 - 方墳。1号墳の後方部北東裾で確認。
- 7号墳 - 箱式石棺。1号墳の北西側で確認。

## 「額田部臣」銘大刀
|                                    |                                    |                                    |                                    |                                    |                                    |                                     |                                     |                                     |                                     | ［ヤマト王権］ 大王                 |                                     |                          |                          |                                     |                                     |                                     |                                     |                                     |                                     |                                                      |                                                      |                                                      |                                                      |                                                      |                                                      |  |  |  |  |  |  |  |  |  |  |  |  |  |  |
|                                    |                                    |                                    |                                    |                                    |                                    |                                     |                                     |                                     |                                     |                                     |                                     |                          |                          |                                     |                                     |                                     |                                     |                                     |                                     |                                                      |                                                      |                                                      |                                                      |                                                      |                                                      |  |  |  |  |  |  |  |  |  |  |  |  |  |  |
|                                    |                                    |                                    |                                    |                                    |                                    |                                     |                                     |                                     |                                     |                                     |                                     |                          |                          |                                     |                                     |                                     |                                     |                                     |                                     |                                                      |                                                      |                                                      |                                                      |                                                      |                                                      |  |  |  |  |  |  |  |  |  |  |  |  |  |  |
|                                    |                                    |                                    |                                    |                                    |                                    | ［国造制］ 出雲国造 出雲臣 （出雲） | ［国造制］ 出雲国造 出雲臣 （出雲） | ［国造制］ 出雲国造 出雲臣 （出雲） | ［国造制］ 出雲国造 出雲臣 （出雲） | ［国造制］ 出雲国造 出雲臣 （出雲） | ［国造制］ 出雲国造 出雲臣 （出雲） |                          |                          | ［部民制］ 額田部 額田部連 （大和） | ［部民制］ 額田部 額田部連 （大和） | ［部民制］ 額田部 額田部連 （大和） | ［部民制］ 額田部 額田部連 （大和） | ［部民制］ 額田部 額田部連 （大和） | ［部民制］ 額田部 額田部連 （大和） |                                                      |                                                      |                                                      |                                                      |                                                      |                                                      |  |  |  |  |  |  |  |  |  |  |  |  |  |  |
|                                    |                                    |                                    |                                    |                                    |                                    | ［国造制］ 出雲国造 出雲臣 （出雲） | ［国造制］ 出雲国造 出雲臣 （出雲） | ［国造制］ 出雲国造 出雲臣 （出雲） | ［国造制］ 出雲国造 出雲臣 （出雲） | ［国造制］ 出雲国造 出雲臣 （出雲） | ［国造制］ 出雲国造 出雲臣 （出雲） |                          |                          | ［部民制］ 額田部 額田部連 （大和） | ［部民制］ 額田部 額田部連 （大和） | ［部民制］ 額田部 額田部連 （大和） | ［部民制］ 額田部 額田部連 （大和） | ［部民制］ 額田部 額田部連 （大和） | ［部民制］ 額田部 額田部連 （大和） |                                                      |                                                      |                                                      |                                                      |                                                      |                                                      |  |  |  |  |  |  |  |  |  |  |  |  |  |  |
|                                    |                                    |                                    |                                    |                                    |                                    |                                     |                                     |                                     |                                     |                                     |                                     |                          |                          |                                     |                                     |                                     |                                     |                                     |                                     |                                                      |                                                      |                                                      |                                                      |                                                      |                                                      |  |  |  |  |  |  |  |  |  |  |  |  |  |  |
| 神門臣など 出雲の地域首長 （出雲） | 神門臣など 出雲の地域首長 （出雲） | 神門臣など 出雲の地域首長 （出雲） | 神門臣など 出雲の地域首長 （出雲） | 神門臣など 出雲の地域首長 （出雲） | 神門臣など 出雲の地域首長 （出雲） |                                     |                                     |                                     |                                     | 額田部臣 （岡田山1号墳）            | 額田部臣 （岡田山1号墳）            | 額田部臣 （岡田山1号墳） | 額田部臣 （岡田山1号墳） | 額田部臣 （岡田山1号墳）            | 額田部臣 （岡田山1号墳）            |                                     |                                     |                                     |                                     | 額田部君など 全国の額田部管掌者 （肥後・上毛野など） | 額田部君など 全国の額田部管掌者 （肥後・上毛野など） | 額田部君など 全国の額田部管掌者 （肥後・上毛野など） | 額田部君など 全国の額田部管掌者 （肥後・上毛野など） | 額田部君など 全国の額田部管掌者 （肥後・上毛野など） | 額田部君など 全国の額田部管掌者 （肥後・上毛野など） |  |  |  |  |  |  |  |  |  |  |  |  |  |  |
| 神門臣など 出雲の地域首長 （出雲） | 神門臣など 出雲の地域首長 （出雲） | 神門臣など 出雲の地域首長 （出雲） | 神門臣など 出雲の地域首長 （出雲） | 神門臣など 出雲の地域首長 （出雲） | 神門臣など 出雲の地域首長 （出雲） |                                     |                                     |                                     |                                     | 額田部臣 （岡田山1号墳）            | 額田部臣 （岡田山1号墳）            | 額田部臣 （岡田山1号墳） | 額田部臣 （岡田山1号墳） | 額田部臣 （岡田山1号墳）            | 額田部臣 （岡田山1号墳）            |                                     |                                     |                                     |                                     | 額田部君など 全国の額田部管掌者 （肥後・上毛野など） | 額田部君など 全国の額田部管掌者 （肥後・上毛野など） | 額田部君など 全国の額田部管掌者 （肥後・上毛野など） | 額田部君など 全国の額田部管掌者 （肥後・上毛野など） | 額田部君など 全国の額田部管掌者 （肥後・上毛野など） | 額田部君など 全国の額田部管掌者 （肥後・上毛野など） |  |  |  |  |  |  |  |  |  |  |  |  |  |  |
| 出雲地域の 人々                    | 出雲地域の 人々                    | 出雲地域の 人々                    | 出雲地域の 人々                    | 出雲地域の 人々                    | 出雲地域の 人々                    |                                     |                                     |                                     |                                     | 出雲地域の 額田部の人々             | 出雲地域の 額田部の人々             | 出雲地域の 額田部の人々  | 出雲地域の 額田部の人々  | 出雲地域の 額田部の人々             | 出雲地域の 額田部の人々             |                                     |                                     |                                     |                                     | 全国の 額田部の人々                                  | 全国の 額田部の人々                                  | 全国の 額田部の人々                                  | 全国の 額田部の人々                                  | 全国の 額田部の人々                                  | 全国の 額田部の人々                                  |  |  |  |  |  |  |  |  |  |  |  |  |  |  |

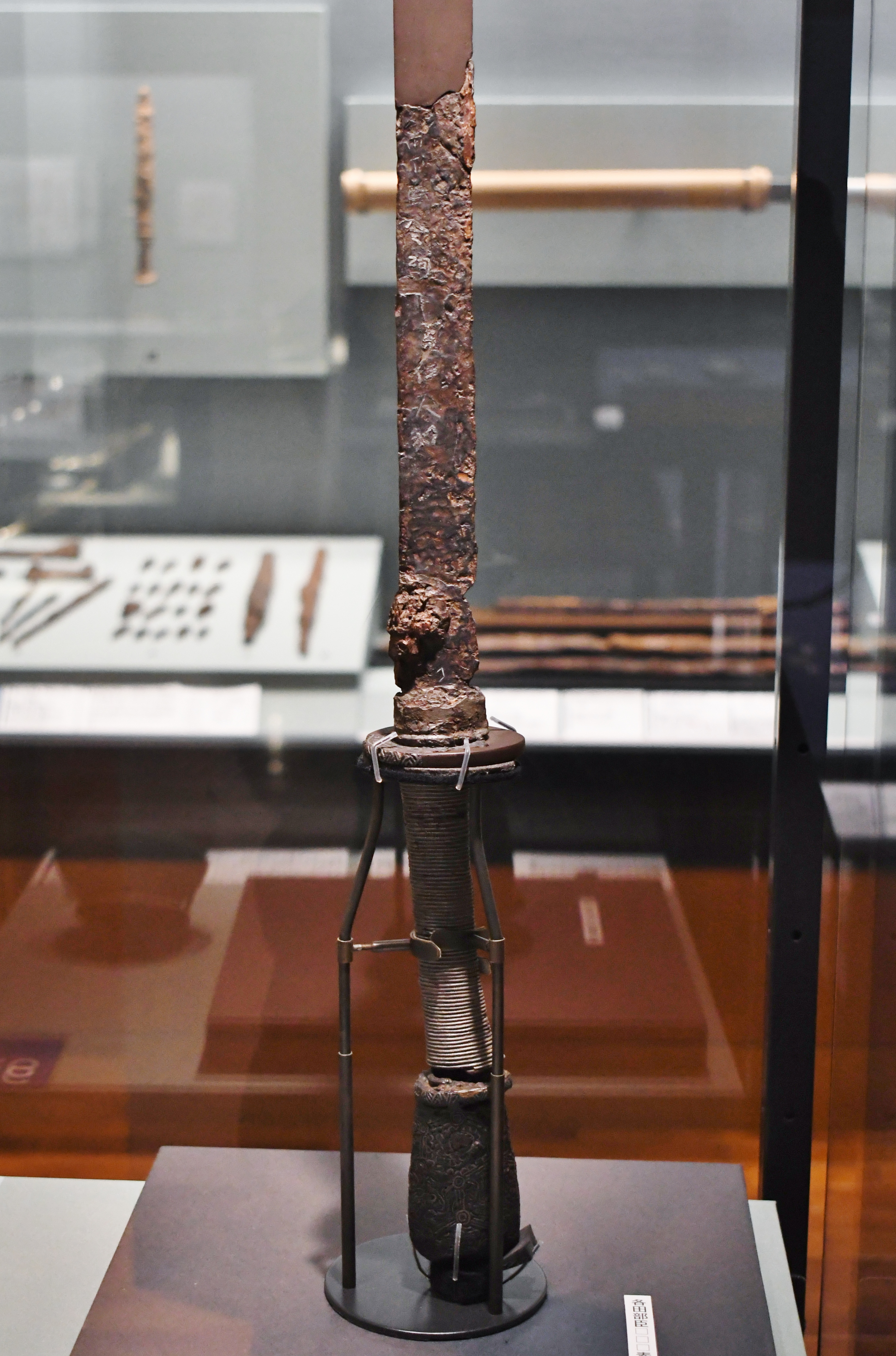
「額田部臣」銘大刀（複製）上部の破断部付近に「各田ア臣」銘を施す。島根県立古代出雲歴史博物館展示。

1号墳から出土した大刀の1つは、銀象嵌による「額田部臣」の銘文を持つことが知られる。この大刀は、大正4年に箱形施設から出土したとされる円頭大刀（装飾付大刀）で、刀身の約半分となる先端部分を失っており、残存長52センチメートルを測る。円頭の把頭には精緻な双鳳亀甲繋文の象嵌を施す。また刀身平の鋒寄り部分において、
の12文字が確認されている。このうち「各田ア臣」は「額田部臣」の略字とされる。「額田部」とは、額田部皇女（欽明天皇皇女、のちの推古天皇）の子代として各地に設けられた部民とされ、当時の出雲地方にも額田部の部民が設定され、現地でそれを管掌する地域首長として「臣」の称号を与えられた額田部臣が存在したことを示唆する。氏の記載としては隅田八幡神社人物画像鏡（和歌山県）の銘文に次ぐ古い例で、部姓の記載としては最も古い例になる。この「額田部臣」の記載は、最高首長層の出雲国造に属しつつ（国造制）、中央豪族の額田部連による地方支配を実現する（部民制）という、二元的な地域社会構造が当時の出雲地方に形成されていたことを示し、部民制を含む氏姓制度に基づいて装飾付大刀が地域首長に付与されたと解される。また、出土品のうちの心葉形十字文透鏡板付轡には、出土地付近で額田部氏に関する伝承や資料がみられる傾向にあり、額田部氏に関わる馬装の可能性が指摘される。
出雲地方では、上塩冶横穴墓群15支群1号穴や陰田横穴墓群12号穴においても「各」字のヘラ書き須恵器が出土しており、これらも「額田部」を意味する可能性がある。また奈良時代の『出雲国風土記』では、大原郡少領外従八位上に額田部臣、大原郡屋裏郷の新造院建立の大原郡少領に額田部臣押島が見え、額田部臣と大原郡（現在の雲南市大東町・加茂町地域および雲南市木次町一部地域）との関わりがうかがえる。

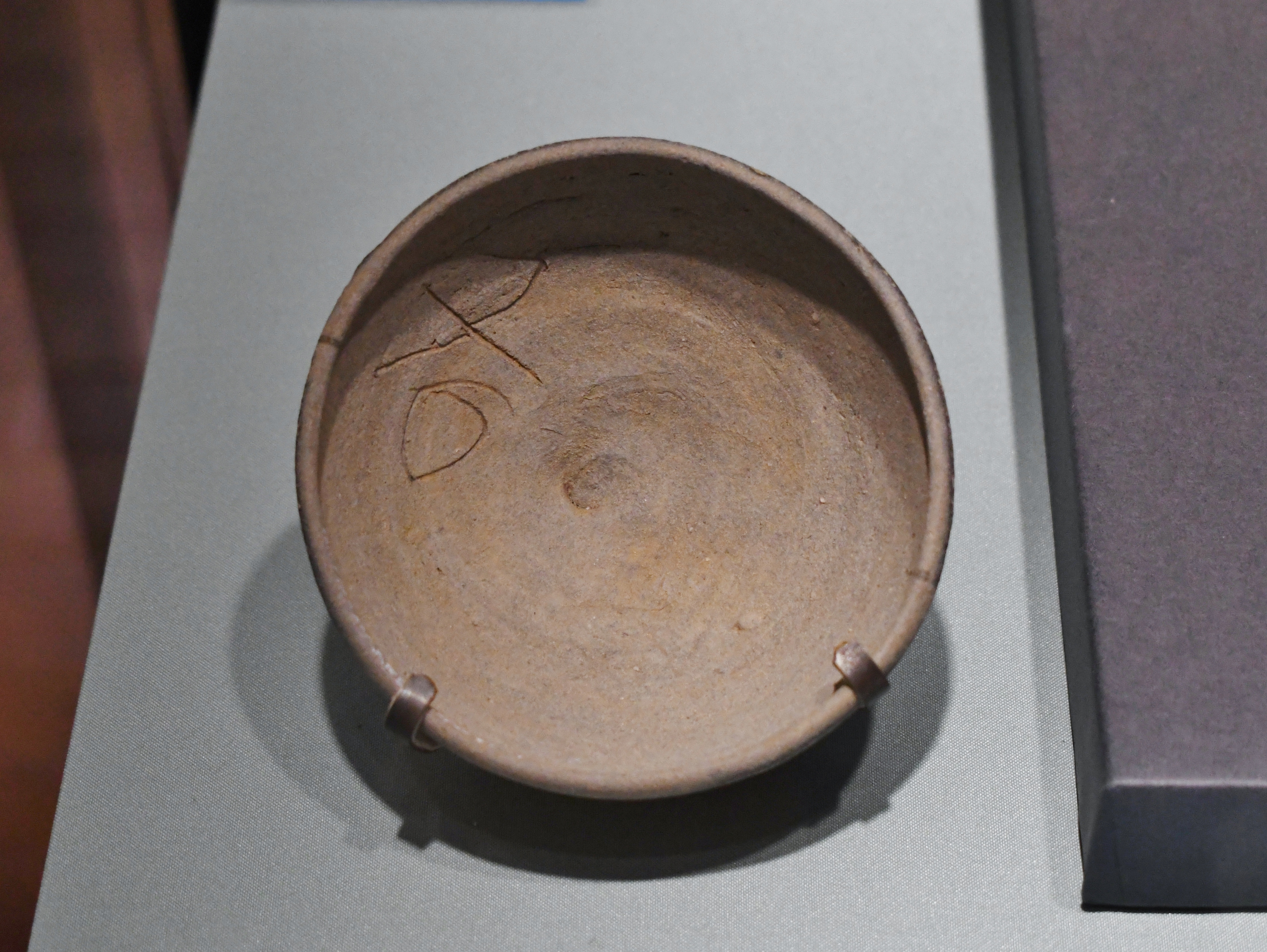
参考：「各」字須恵器 上塩冶横穴墓群15支群1号穴（出雲市）。島根県立古代出雲歴史博物館展示。

## 文化財

### 重要文化財（国指定）
- 出雲岡田山古墳出土品（考古資料） - 明細は以下。所有者は六所神社、島根県立八雲立つ風土記の丘保管。1985年（昭和60年）6月6日指定[3]。
  - 銀錯銘銀装円頭大刀 1口 - 「額田部臣」在銘。
  - 金銀装環頭大刀 1口
  - 金銀装円頭大刀 1口
  - 内行花文鏡 1面
  - 金環 2箇
  - 金銅空玉 残欠共 16箇
  - 馬具類
    - 金銅鞍金具残欠 1背分
    - 金銅雲珠 6箇
    - 金銅鏡板 1具
    - 銅鈴 残欠共 7箇
    - 鉄環 2箇

  - 刀子等残欠 3箇
  - 須恵器 2箇

### 国の史跡
- 岡田山古墳 - 1965年（昭和40年）4月9日指定[2]。

## 現地情報
所在地
- 島根県松江市大草町字岡田（島根県立八雲立つ風土記の丘内）

交通アクセス
- 松江駅（JR西日本山陰本線）から、一畑バスで「風土記の丘入口」下車（下車後徒歩約5分）[11]

関連施設
- 島根県立八雲立つ風土記の丘展示学習館（旧島根県立八雲立つ風土記の丘資料館、松江市大庭町） - 岡田山1号墳の出土品を展示。
- 島根県立古代出雲歴史博物館（出雲市大社町杵築東） - 岡田山1号墳の出土複製品を展示。

周辺
- 岩屋後古墳 - 島根県指定史跡。
- 御崎山古墳 - 島根県指定史跡。
- 団原古墳跡 - 石室は移築され名古屋城に所在。

## 関連文献
（記事執筆に使用していない関連文献）
- 梅原末治「丹波國南桑田郡篠村の古墳（殊に方形墳に就て）」『考古學雜誌』第9巻第1号、考古學會、1918年9月、11-34頁。
- 梅原末治「出雲国八束郡岡田山古墳調査報告」『中央史壇』第7巻5・6合冊、国史講習会、1923年11月1日。
  - 再録：「出雲国八束郡岡田山古墳調査報告」『出雲岡田山古墳』島根県教育委員会、1987年。
- 岩佐文子「岡田山古墳」『島根考古学』第1号、島根考古学会、1947年。
- 山本清「岡田山古墳」『島根県文化財調査報告書』 第5集、島根県教育委員会、1968年。
- 門脇俊彦「岡田山古墳群」『八雲立つ風土記の丘周辺の文化財』島根県教育委員会、1975年。
- 川原和人「島根県岡田山1号墳の横穴式石室について」『古文化談叢』第7集、九州古文化研究会、1980年4月、41-50頁。
- 『島根県大百科事典』 上巻、山陰中央新報社、1982年。
  - 門脇俊彦「岡田山古墳群」。
  - 松本岩雄「岡田山古墳出土品」。
- 『島根考古学会誌』第1号、島根考古学会、1984年4月。
  - 勝部昭「岡田山1号墳出土の大刀」。
  - 西尾良一「岡田山1号墳出土の馬具類について」。
  - 川原和人「岡田山1号墳の石室構造について」。
  - 池田満雄「岡田山1号墳の発掘と保存の足跡」。
  - 渡辺貞幸「岡田山1号墳研究の現状と問題点」。
- 『銘文入大刀の世界』島根県立八雲立つ風土記の丘資料館〈岡田山一号墳出土大刀銘文表出ならびに重要文化財指定記念展〉、1985年。
- 山本清『山陰考古学の諸問題』山本清先生喜寿記念論集刊行会、1986年。
- 深澤太郎「出雲「額田部臣」再考 -古墳群の動向と地域的社会階層の再編成-」『國學院雜誌』第109巻第11号、國學院大學、2008年11月、38-53頁。